# Neodymi(III) fluoride
Neodymi(III) fluoride là một hợp chất vô cơ của neodymi và flo với công thức hóa học NdF3. Nó là một chất rắn màu hồng tía có nhiệt độ nóng chảy cao. Giống như các muối fluoride họ Lanthan khác, nó rất khó hòa tan trong nước, vì thế nó được tổng hợp từ phản ứng của neodymi(III) nitrat với axit flohydric, kết tủa dưới dạng hydrat:
Nd(NO3)3 (dung dịch) + 3HF → NdF3·½H2O↓ + 3HNO3
Dạng khan có thể thu được bằng cách làm khô hydrat; ngược lại với hydrat của các neodymi halide khác, nó tạo thành hỗn hợp oxyhalide nếu đun nóng.

## Hợp chất khác
NdF3 còn tạo một số hợp chất với N2H4, như NdF3·3N2H4·3H2O là tinh thể lục giác màu trắng, tan trong nước, tan ít trong metanol, etanol, d20 ℃ = 2,3547 g/cm³.